# Tyrkiske sprog
 Der er for få eller ingen kildehenvisninger i denne artikel, hvilket er et problem. Du kan hjælpe ved at angive troværdige kilder til de påstande, som fremføres i artiklen.

Den tyrkiske sprogfamilie er en vidtforgrenet sprogfamilie i Europa og Asien og omfatter 40 tæt beslægtede sprog, der bliver talt af ca. 150 millioner mennesker.
Den bliver ofte regnet som en undergren af den altaiske sprogfamilie sammen med bl.a. den mongolske. Det er dog omdiskuteret.

## De største tyrkiske sprog
| Sprog          | Talende   | Sted |
| -------------- | --------- | --- |
| Tyrkisk        | 60 mill.  | Tyrkiet, Balkan, immigranter i Vesteuropa                                                                       |
| Aserbajdsjansk | 30 mill.  | Aserbajdsjan og Nordvestiran                                                                                    |
| Usbekisk       | 24 mill.  | Usbekistan, Nordafghanistan, Tadsjikistan og Vestkina                                                           |
| Kasakhisk      | 11 mill.  | Kasakhstan, Kina, Mongoliet, Afghanistan, Tajikistan, Tyrkiet, Turkmenistan, Ukraine, Usbekistan, Rusland, Iran |
| Uighurisk      | 8 mill.   | Xinjiang, Kina                                                                                                  |
| Turkmensk      | 6,8 mill. | Turkmenistan, Nordiran Nordirak                                                                                 |
| Tatarisk       | 6,5 mill. | Republikken Tatarstan, Rusland, Republikken Krim, Ukraine                                                       |
| Kirgisisk      | 3,7 mill. | Kirgisistan, Kasakhstan, Kina (Turkestan)                                                                       |
| Tjuvasjisk     | 1,8 mill. | Rusland |
| Basjkirisk     | 2,2 mill. | Republikken Basjkortostan, Rusland; Kasakhstan                                                                  |
| Kasjgaisk      | 1,5 mill. | Iran (Fars og Khusistan)                                                                                        |

## Ordeksempler
Tyrkiske sprog er nært beslægtede, som det fremgår af de nedenstående eksempler:
| dansk        | oldtyrkisk | tyrkisk  | aserbajdsjansk | turkmensk | tartarisk | kasakhisk | usbekisk | uighurisk |
| ------------ | ---------- | -------- | -------------- | --------- | --------- | --------- | -------- | --------- |
| moder        | ana        | anne/ana | ana            | ene       | ana       | ana       | ona      | ana       |
| næse         | burun      | burun    | burun          | burun     | boryn     | murın     | burun    | burun     |
| arm          | qol        | kol      | qol            | qol       | qul       | qol       | qo'l     | kol       |
| vej          | yol        | yol      | yol            | ýol       | jul       | zhol      | yo'l     | yol       |
| fed          | semiz      | semiz    | semiz          | simyz     | semiz     | semiz     | semiz    |           |
| jord         | torpaq     | toprak   | torpaq         | topraq    | tufrak    | topıraq   | tuproq   | tupraq    |
| blod         | qan        | kan      | qan            | gan       | kan       | qan       | qon      | qan       |
| aske         | kül        | kül      | kül            | köl       | kül       | kul       | kül      | kül       |
| vand         | su         | su       | su             | suw       | syw       | suw       | suv      | su        |
| hvid         | ağ         | ak       | ağ             | ak        | ak        | aq        | oq       | aq        |
| sort         | qara       | kara     | qara           | garä      | kara      | qara      | qora     | qara      |
| rød          | qızıl      | kırmızı  | qızıl          | qyzyl     | kyzyl     | qızıl     | qizil    | qizil     |
| blå / himmel | göy        | gök      | göy            | gök       | kük       | kök       | ko'k     | kök       |